# Luigi Bellardi
Pour les articles homonymes, voir Bellardi.
Luigi Bellardi est un zoologiste, malacologiste et entomologiste italien spécialisé dans les diptères. Sa collection est aujourd’hui au Museo Regionale di Scienze Naturali di Torino.